# Duncan Grant
Duncan James Corrowr Grant (Rothiemurchus, 21 gennaio 1885 – 9 maggio 1978) è stato un pittore scozzese, membro del Bloomsbury Group.
Era cugino di John Grant, Lord Huntingtower e nipote del secondo Sir John Peter Grant. 

## Biografia
Grant nacque a Rothiemurchus nel nord della Scozia. Nel 1902, Grant fu iscritto da sua zia alla Westminster School of Art che frequentò per i successivi tre anni. Successivamente proseguì gli studi d'arte presso la Slade School, ed anche viaggiando in Italia e a Parigi. Cugino e, per qualche tempo, anche amante dello scrittore Lytton Strachey, fu introdotto da quest'ultimo nel Gruppo di Bloomsbury.

Grant divenne noto per il suo stile di pittura sviluppatosi sulla scia della corrente post-impressionista francese diffusasi a Londra nel 1910. Lavorò sovente con Roger Fry, un progettista tessile e di ceramiche. 
In seguito Grant divenne co-direttore del gruppo insieme a Vanessa Bell. Pur attivo e dichiarato omosessuale, ebbe una lunga e affettuosa relazione con Vanessa, dalla quale nacque la figlia Angelica.

Sposata a Clive Bell e già madre di due figli, Vanessa aveva con il marito un rapporto molto aperto tanto che Clive riconobbe Angelica come sua figlia. Vanessa e Duncan vissero a lungo in una casa quasi idilliaca chiamata Charleston vicino Firle, nel Sussex dove venne ospitato anche il Bloomsbury Group. 
Duncan fu il grande amore di Vanessa, la quale, avendo sviluppato con lui solo una relazione platonica e intellettuale, lo rese co-proprietario di Charleston in modo da garantirgli una totale libertà intellettuale.

Il dolore e il costo di questa coraggiosa decisione è ricordato nel romanzo di Angelica, Ingannati con gentilezza.

Duncan, al contrario, seppur legato profondamente a Vanessa fino alla morte di lei nel 1961, ebbe numerose relazioni omosessuali come quella con George Bergen e con l'economista britannico John Maynard Keynes.
Negli ultimi anni di vita di Grant il poeta Paul Roche (1916-2007), conosciuto nel 1946, si prese cura di lui e gli permise di mantenere le sue abitudini di vita a Charleston per molti anni. In cambio, Roche fu co-erede dei suoi beni immobiliari.

Grant infine morì nel 1978 a 93 anni d'età e fu seppellito accanto a Vanessa Bell nel sagrato della Chiesa di San Pietro, West Firle, East Sussex.
La figura di Duncan Grant è protagonista, insieme agli altri membri del Bloomsbury Group, della miniserie televisiva Life in Square, prodotta e trasmessa dalla BBC nel 2015.